# 前田俊
前田 俊（まえだしゅん、2002年〈平成14年〉5月24日 - ）は、日本のモデル。元プラチナムプロダクション所属。

## 経歴
2020年4月21日、重川茉弥と婚約と第1子妊娠を発表。この時点での前田俊はまだ17歳で結婚できないため、同年6月に入籍する予定だと発表された。6月15日に結婚し、7月9日に第1子となる女児が誕生した。
2022年6月5日、重川が第2子妊娠を発表した。自身はプラチナムプロダクションから離れ、同年7月7日にはアイドルグループ「DESCEND NoVA」のプロデュースも開始する。
2022年11月30日、同年11月28日に第2子となる男児が誕生したことを発表した。
2023年5月21日、自身のInstagramにてアパレルブランド「AXIA」を立ち上げたことを報告した。
2025年2月16日、自身のInstagramにて重川との離婚を発表した。

## 出演
- 今日、好きになりました。第13弾（2018年、AbemaTV）
- 今日、好きになりました。第17弾（2019年4月、AbemaTV）
- 普通の女子高生だったはずの私が16才でママになって知ったことは、（2021年、AbemaTV）